# Xã Fox, Quận Carroll, Ohio
Xã Fox (tiếng Anh: Fox Township) là một xã thuộc quận Carroll, tiểu bang Ohio, Hoa Kỳ. Năm 2010, dân số của xã này là 1.041 người.